# Salvatore Cottoni
Salvatore Cottoni (Sorso, 26 giugno 1914 – Pavia, 24 settembre 1974) è stato un politico e avvocato italiano.

## Biografia
Avvocato, è sindaco di Sorso negli anni '50 e consigliere regionale della Sardegna.
Viene eletto deputato nel 1968 con la lista PSI-PSDI Unificati, poi dal 1971 aderisce al PSDI, con cui conferma il seggio alla Camera alle elezioni del 1972. Ricopre il ruolo di Sottosegretario di Stato per i trasporti e aviazione civile nel Governo Andreotti II e di Sottosegretario per i lavori pubblici nei Governi Rumor IV e V.
Muore all'età di 60 anni, nel settembre 1974, da parlamentare e sottosegretario in carica.